# 18 Melpomene
För andra betydelser, se Melpomene (olika betydelser).
18 Melpomene är en stor ljus asteroid. 18 Melpomene var den 18:e asteroiden man upptäckte och den upptäcktes av den brittiske astronomen John Russell Hind den 24 juni, 1852 i London. Detta var den femte asteroiden han upptäckte. Melpomene är namngiven efter en musa inom den grekiska mytologin.
Melpomene består troligtvis av silikater och metall.
Ljuskurveanalyser ger att Melpomene har plana ytor och en oregelbunden, icke-konvex form. Bilder tagna av rymdteleskopet Hubble visar upp en stor variation i ytans ljusheten.

## Måne?
Melpomene ockulterade stjärnan SAO 114159 den 11 december, 1978. Vid denna ockultation upptäckte man en möjlig satellit med en diameter på minst 37 km. Den fick den tillfälliga beteckningen S/1978 (18) 1. Melpomene observerades med Rymdteleskopet Hubble år 1999. Man lyckades få fram Melpomenes form men man fann ingen satellit.